# K-vitamin

Fyllokinon

Menakinon

Menadion

K-vitamin, eller vitamin K, är ett samlingsnamn för flera substanser med K-vitamineffekt, varav de viktigaste är fyllokinon (vitamin K1), som bildas i växter under fotosyntesen, och menakinoner (vitamin K2), som bildas av  bakterier.
Vitamin K3 (menadion) är beteckningen på kinon-enheten 2-metyl-1,4-naftokinon, en syntetisk förening som omvandlas till vitamin K2 (menakinon-4) i kroppen. Kinon-enheten gör att K-vitaminerna kemiskt sett är naftokinoner. Dessa vitaminer har en central roll i regleringen av blodkoagulering, kallas därför "blodkoaguleringsvitaminer".
K-vitaminet är fettlösligt, vilket är förutsättningen för att blodkoaguleringsfaktorerna ska bildas i blodet.
Studier har visat att K-vitamin är viktigt även för benbildning, immunförsvar och blodkärlen.
Mat som innehåller mycket K1-vitamin är (bland annat): grönkål, broccoli, kål,  brysselkål, jordgubbar och spenat. 
K-vitamin används som motgift mot vissa råttgift, eftersom många råttgifter är starkt blodförtunnande.
Vitaminet ges också som förebyggande behandling till nyfödda barn för att förhindra blödningssjukdomen MHN (Morbus Hemorrhagicum Neonatorum), som beror på brist av det K-vitamin, som levern behöver för att skapa de faktorer som behövs för blodkoagulering. Först efter några dagar har det nyfödda barnet fått den tarmbakterieflora, som behövs för att skapa K-vitamin.

## Historik
På 1920-talet fann dansken Henrik Dam att kycklingar utvecklade blödningstillstånd när kolesterol uteslöts ur deras kost. När kycklingarna åter fick kolesterol så fortsatte tillståndet, vilket ledde fram till slutsatsen att det var något mer som hade försvunnit ur kosten. Detta kom att kallas koagulations-vitaminet, och fick senare namnet K-vitamin. 1943 fick han Nobelpriset i medicin för upptäckten av K-vitamin.

## Beskrivning
Vitamin K griper in i blodkoagulationsmekanismen i ett flertal steg. Vitamin K reglerar bland annat halten av protrombin i plasma på så sätt att en låg tillförsel minskar protrombinhalten och således koagulationstendensen och vice versa. Nya rön tyder på att vitamin K även har betydelse för benbildningen och att adekvat vitamin K status har betydelse för upprätthållande av normal bentäthet. Vitamin K fungerar som en kofaktor för syntes av peptidbunden γ-karboxylglutaminsyra (Gla), som ingår i ett flertal proteiner, bland annat osteocalcin, som ingår i benväven, men även återfinns i små mängder i plasma. Vitamin K-status påverkar graden av γ-karboxylering av glutaminsyra i osteocalcin. Nya data antyder att detta mått tycks vara en mer känslig markör för vitamin K-intag än exempelvis protrombinnivån. Plasmanivåerna av vitamin K uppges vara lägre hos äldre och hos personer med osteoporos, observationer som knyter vitamin K till benstatus. I en tvåårig studie med 100 + 100 äldre kvinnor med Alzheimers sjukdom, visade sig en daglig dos av 45 mg menatetrenon
(MK-4, en form av vitamin K2), 1000 IU (International Units) ergocalciferol (vitamin D2) och 600 mg kalcium ge 87 % sänkning av höftfrakturer. Andra studier har inte kunnat visa någon ökad bentäthet vid intag av vitamin K, och drar slutsatsen att vi inte vet tillräckligt för att kunna säkert säga huruvida benhälsan påverkas av vitamin K-tillskott.

## Dagligt behov
Behovet av K-vitamin anges till cirka 1 µg per kg kroppsvikt, vilket fastställer det dagliga rekommenderade intaget till 65 µg/dag för kvinnor och 80 µg/dag för män. Nyare studier antyder dock denna nivå skulle kunna vara otillräcklig för att normalisera nivåerna av underkarboxylerat osteocalcin 
I studier på K2-vitamin, där man har påvisat effekter på bland annat förkalkade blodkärl   och bildning av benstruktur, har man använt en dagsdos mellan 45 och 360 μg, beroende på vilken studie man hänvisar till. Man har inte kunnat påvisa någon toxicitet eller några biverkningar av att inta höga doser av vitamin K2.
Norska hälsomyndigheter rekommenderar ett dagligt intag av omkring 200 µg K2-vitamin.

## Brist på K-vitamin
Att ha brist på K1-vitamin är inte vanligt. Vitamin K1 förekommer i nästan alla livsmedel, främst gröna grönsaker såsom broccoli, men K2, däremot, bildas av bakterier och finns därför närmast uteslutande i fermenterade livsmedel, såsom surströmming, surkål, norsk gamalost, den japanska maträtten natto, och liknande. 
Tidigare har man antagit att kroppen själv producerar tillräckligt mycket K2 för att täcka dagsbehovet. Vitamin K1 ombildas visserligen till K2 av bakterierna i tjocktarmen, men problemet är att vitamin K2 tas upp och absorberas i tunntarmen, precis som de flesta andra näringsämnen, vilken sitter mycket högre upp i tarmkanalen. Därmed försvinner större delen av den vitamin K2, som kroppen själv kan producera, ut med avföringen istället för att tas upp av tarmen och nyttjas av kroppen. För att kroppen skall göra sig nytta av vitaminet i tillräckligt hög grad, bör det alltså tillföras via kosten. 
Hos nyfödda barn är tarmen steril under de första dagarna och förråden av K-vitamin är relativt små, varför risken för K-vitaminbrist är uppenbar. Man ger därför normalt en engångsdos K-vitamin strax efter födseln för att förhindra blödningstillstånd.

## Motgift mot råttgift
Vid förtäring av råttgift ges vitamin K som motgift eftersom råttgifter verkar starkt blodförtunnande (antikoagulerande).
Vid behandling med antikoagulerande läkemedel som innehåller warfarin, exempelvis Waran, bör man vara försiktig med intaget av vitamin K med tanke på risken för att vitaminet motverkar läkemedlets effekt.